# 詹姆斯·韋斯特
詹姆斯·韋斯特（英語：James West）是曼聯足球俱樂部的前身紐頓希夫的第二位全職秘書及事實上的主帥（到1914年傑克·羅布森的到來，「領隊」一詞才被廣泛利用）。韋斯特目睹了紐頓希夫的財政危機及瀕臨破產，球會在1902年4月28日以曼聯的名稱重生。

## 註腳
1. ↑  Tyrrell & Meek 1992，第111頁
2. ↑  Tyrrell & Meek 1992，第97頁